# Peyrusse-Massas
 Peyrusse-Massas  là một xã thuộc tỉnh Gers trong vùng Occitanie tây nam nước Pháp. Xã này có độ cao trung bình 205 mét trên mực nước biển.
Thị trấn có Nature et Paysages, một vườn thực vật chuyên về các loại cây ăn thịt.